# Malawi op de Gemenebestspelen

Vlag van Malawi

Malawi is een van de landen die deelneemt aan de Gemenebestspelen (of Commonwealth Games). Sinds 1970 heeft Malawi veertienmaal deelgenomen. In totaal over deze veertien edities won Malawi drie medailles.

## Medailles
| Malawi op de Gemenebestspelen | Malawi op de Gemenebestspelen | Malawi op de Gemenebestspelen | Malawi op de Gemenebestspelen | Malawi op de Gemenebestspelen | Malawi op de Gemenebestspelen |
| ----------------------------- | ----------------------------- | ----------------------------- | ----------------------------- | ----------------------------- | ----------------------------- |
| Jaar                          | Goud                          | Zilver                        | Brons                         | Totaal                        | Rang                          |
| 1974                          | -                             | -                             | 1                             | 1                             | 22                            |
| 1974                          | -                             | -                             | -                             | -                             | /                             |
| 1978                          | -                             | -                             | -                             | -                             | /                             |
| 1982                          | -                             | -                             | -                             | -                             | /                             |
| 1986                          | -                             | -                             | 2                             | 2                             | 12                            |
| 1990                          | -                             | -                             | -                             | -                             | /                             |
| 1994                          | -                             | -                             | -                             | -                             | /                             |
| 1998                          | -                             | -                             | -                             | -                             | /                             |
| 2002                          | -                             | -                             | -                             | -                             | /                             |
| 2006                          | -                             | -                             | -                             | -                             | /                             |
| 2010                          | -                             | -                             | -                             | -                             | /                             |
| 2014                          | -                             | -                             | -                             | -                             | /                             |
| 2018                          | -                             | -                             | -                             | -                             | /                             |
| 2022                          | -                             | -                             | -                             | -                             | /                             |